# Табанаті
Табанаті (груз. ტაბანათი) — село в Грузії.
За даними перепису населення 2014 року в селі проживає 974 особи.